# Ocupación japonesa de Attu
La ocupación japonesa de Attu fue el resultado de una invasión de las Islas Aleutianas en Alaska durante la Segunda Guerra Mundial. Las tropas del Ejército Imperial Japonés desembarcaron el 7 de junio de 1942, el día después de la invasión de Kiska. Junto con el desembarco de Kiska, fue la primera vez que los Estados Unidos continentales fueron invadidos y ocupados por una potencia extranjera desde la Guerra de 1812, y fue la segunda de las dos únicas invasiones de los Estados Unidos durante la Segunda Guerra Mundial. La ocupación terminó con la victoria aliada en la batalla de Attu el 30 de mayo de 1943.

## Ocupación

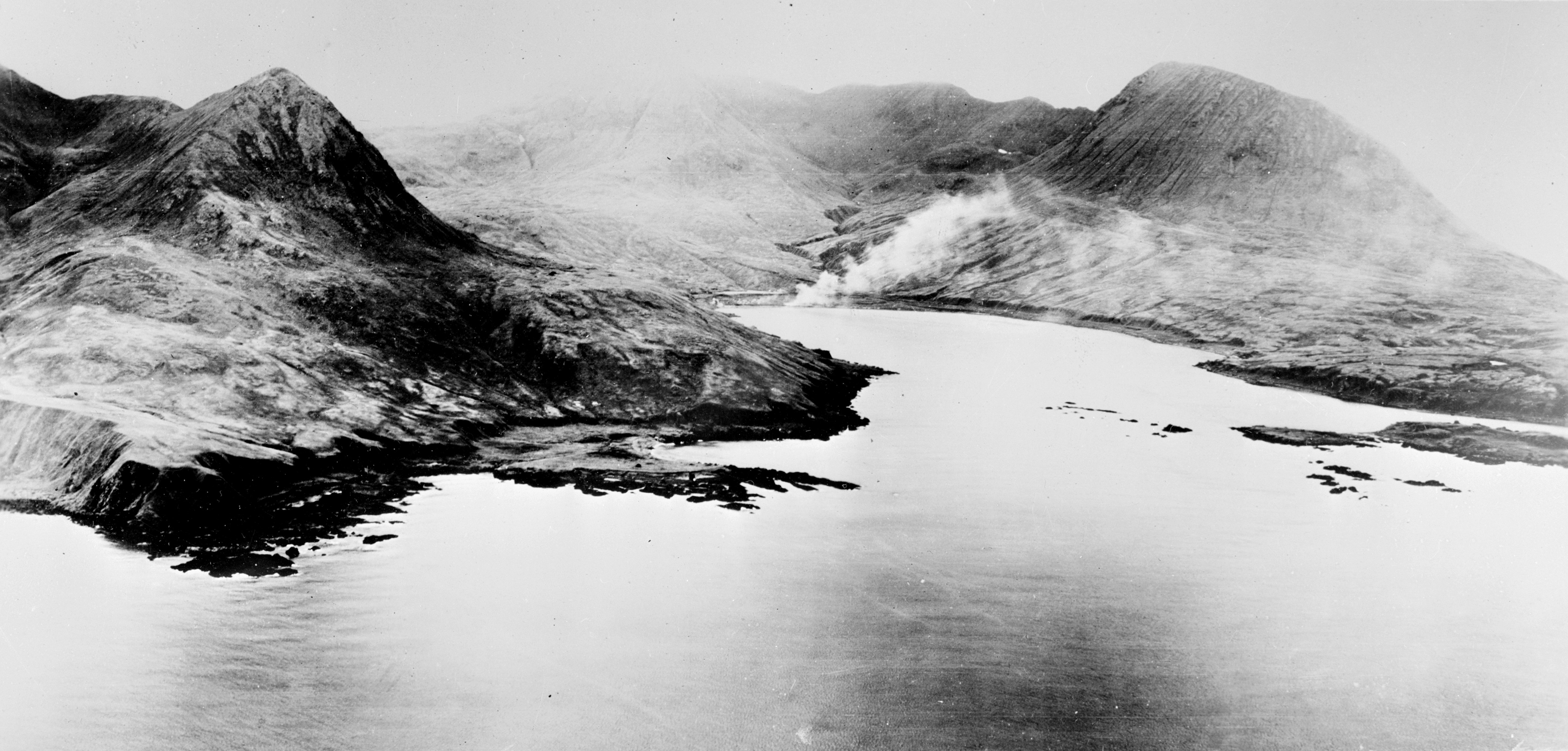
Foto aérea del puerto de Chichagof en la isla Attu, Alaska (EE. UU.), durante la Batalla de Attu, del 11 al 30 de mayo de 1943.

En mayo de 1942, los japoneses comenzaron campañas casi simultáneas contra Midway y los aleutianos, comenzando así la campaña de las Islas Aleutianas. Durante la batalla de Midway, las fuerzas japonesas fueron rechazadas en una acción decisiva, mientras tanto, el 7 de junio, las fuerzas navales japonesas bajo Boshirō Hosogaya desembarcaron tropas sin oposición en Attu junto con las mismas fuerzas que invadieron Kiska el día anterior. Una fuerza compuesta por 1.140 infantería bajo el mando del Mayor Matsutoshi Hosumi tomó el control de la isla y capturó a la población de Attu, que consistía en 45 aleuts y dos estadounidenses blancos, Charles Foster Jones (1879-1942), un operador de radio aficionado y reportero meteorológico, originario de St Paris, Ohio, y su esposa Etta (1879-1965), maestra y enfermera, originaria de Vineland, Nueva Jersey. El pueblo consistía en varias casas alrededor del puerto de Chichagof.
Los 42 habitantes aleut que sobrevivieron a la invasión japonesa fueron llevados a un campo de prisioneros cerca de Otaru, Hokkaido. Dieciséis de ellos murieron mientras estaban encarcelados. Charles Jones fue asesinado por las fuerzas japonesas inmediatamente después de la invasión debido a su negativa a arreglar la radio que destruyó previamente para evitar que las tropas de ocupación la usaran. Posteriormente, llevaron a su esposa al Hotel Bund, que albergaba a las enfermeras australianas de Rabaul New Britain, prisioneros de guerra de la batalla de Rabaul de 1942 en Papúa Nueva Guinea, en Yokohama, Japón. Algún tiempo después, ella y las enfermeras australianas fueron llevadas al Yokohama Yacht Club y permanecieron allí desde 1942 hasta julio de 1944 cuando luego se trasladaron al antiguo Hospital Totsuka, también en Yokohama. El hospital sirvió como campo de prisioneros de guerra civiles hasta el final de la guerra en agosto de 1945. Etta Jones murió en diciembre de 1965 a los 86 años en Bradenton, Florida.
Después de aterrizar, los soldados comenzaron a construir una base aérea y fortificaciones. Las fuerzas estadounidenses más cercanas estaban en la isla Unalaska en Dutch Harbor y en una base aérea en la isla Adak. Durante la ocupación, las fuerzas aéreas y navales estadounidenses bombardearon la isla. Inicialmente, los japoneses tenían la intención de retener a los aleutianos solo hasta el invierno de 1942; sin embargo, la ocupación continuó en 1943 para negar el uso de las islas por parte de los estadounidenses. En agosto de 1942, la guarnición de Attu fue trasladada a Kiska para ayudar a repeler un presunto ataque estadounidense. De agosto a octubre de 1942, Attu estuvo desocupado hasta que llegó una fuerza de 2900 hombres bajo el mando del Coronel Yasuyo Yamasaki. La nueva guarnición de Attu continuó construyendo el aeródromo y las fortificaciones hasta el 11 de mayo de 1943, cuando un ejército de 15.000 hombres de tropas estadounidenses desembarcó. El 12 de mayo, el I-31 se vio obligado a emerger a cinco millas al noreste del puerto de Chichagof, luego fue hundida en un compromiso de superficie con el USS Edwards.
Las fuerzas aliadas bajo el mando del General John L. DeWitt tomaron el control de la isla el 30 de mayo después de que las tropas japonesas restantes llevaron a cabo una carga masiva de banzai. Las fuerzas estadounidenses perdieron 549 hombres y 1.148 heridos, otros 2.100 evacuados debido a lesiones relacionadas con el clima. Durante la batalla de Attu, todos menos 29 hombres de la guarnición japonesa fueron asesinados. La ocupación terminó con una victoria estadounidense y las fuerzas estadounidenses consideraron que el aeródromo a medio terminar no estaba idealmente situado. Después de construir un nuevo campo de aviación, los estadounidenses lanzaron ataques con bombas contra las islas de origen japonesas durante el resto de la guerra.
La aldea de Attu fue abandonada después de la guerra, y los miembros sobrevivientes del internamiento japonés fueron trasladados a otras islas después de la guerra. En 2012, para el 70 aniversario de la ocupación, se dedicó un monumento a la aldea de Attu en el antiguo sitio de la ciudad.